# ラグーソース
ラグーソース（イタリア語: [raˈɡu]、フランス語の「ragoût」に由来）は、イタリア料理において一般的にはパスタとともに供せられる肉のソースである。ラグーとだけ呼称されることもある。イタリアの料理協会であるAccademia Italiana della Cucinaは複数のラグーのレシピを文書化している。これらのレシピに共通する特徴は肉の存在と、パスタ用のソースであると言うことが挙げられる。もっとも一般的なものは、牛肉のみじん切りを使ったragù alla bolognese（ラグー・アッラ・ボロネーゼ）である。そのほかの種類としてはサルシッチャを含むさまざまな豚肉や牛肉を使ったragù alla napoletana（ラグー・ナポレターノ）、馬肉が使われることがあるragù alla barese（バーリ風ラグー）、伝統的なトマトを使わない鴨肉を使ったヴェネト州のragù alla venetaなどがある。

## 種類
北イタリア地方では、ラグーソースにはみじん切りやぶつ切りの肉やひき肉が使われソテーした野菜とともに、伝統的にはすりつぶしたトマトを含む調理液に入れて調理されるが、ragù in bianco（白ラグー）と呼ばれるトマトを使用しないレシピもまた存在する。肉としては牛、鶏、豚、鴨、鵞鳥、仔羊、羊、仔牛の肉やジビエ肉や内臓肉が単独ないし組み合わされて使用される。調理液はブイヨン、フォン、水、ワイン、牛乳、クリーム、トマトが、しばし組み合わされて使用される。トマトが使われる場合、通常は肉に対してトマトの量は少なく、肉を加えたトマトソースよりもトマトを加えた肉のシチューに近くなる。
南イタリア地方では、ラグーソースは牛肉や豚肉の塊肉や、時には地元のソーセージを野菜やトマトとともに調理して作られることが多い。長時間煮込んだあとで、肉は取り除かれてパスタとは別に供されることが多い。このような料理の例としてはragù alla napoletana（ラグー・ナポレターノ）やcarne al ragù（肉のラグー添え）などがある。

## 来歴
「ラグー」と言う名称はフランス語のragoûtに由来し、18世紀にはエミリア＝ロマーニャ地方に到達していたが、これはおそらく1796年のナポレオンによる北部地域への侵略と占領によるものと思われる。
ソースとしての最初のラグーであるragù per i maccheroni（マカロニ用ラグー）は、イモラ枢機卿の料理人であったロベルト・アルヴィージによって記録された（当時、マカロニは生か乾燥かにかかわらずパスタを表す一般用語だった）。このレシピは書き写されて「Il Ragù del Cardinale」（「枢機卿のラグー」）として出版された。アルヴィージは、1796年の侵略の際にナポレオンの兵士が持ち込み、イタリアで人気料理となっていたフランス料理のラグーに触発された。裕福な貴族階級のイタリア人はフランスの文化と料理に魅了されており、ラグーなどの伝統的なフランス料理を自分たちの料理の伝統に取り入れる機会を喜んで受け入れた。
1830年代以降、ラグーについてのレシピはエミリア＝ロマーニャ地方の料理本にちょくちょく掲載されるようになった。19世紀後半には肉の価格が高騰したため、パスタに濃厚な肉のソースを使うのは祝祭日や日曜日に限られ、統一されたばかりのイタリアの裕福な階級の人々だけが食べるようになっていた。
カスパーとデ・ヴィータによるそれぞれ独立した研究によると、ラグーソースを使ったパスタは19世紀を通じて人気料理となっていたが、おもに富裕層が食べていた。しかしながら、19世紀末の産業革命に伴う技術の進歩によってパスタ用の小麦粉はより手ごろな価格となり、裕福とは言えない人々でも入手できるようになった。第二次大戦後の経済的繁栄の時代には、一般階級へのパスタの普及がさらに進んだ。デ・ヴィータによれば、第二次世界大戦以前にはイタリアの農村人口の80%は植物ベースの食事をとっており、パスタは特別な祝祭日のために取り置かれ、豆のスープに入れて供されることが多かった。